# 腹当

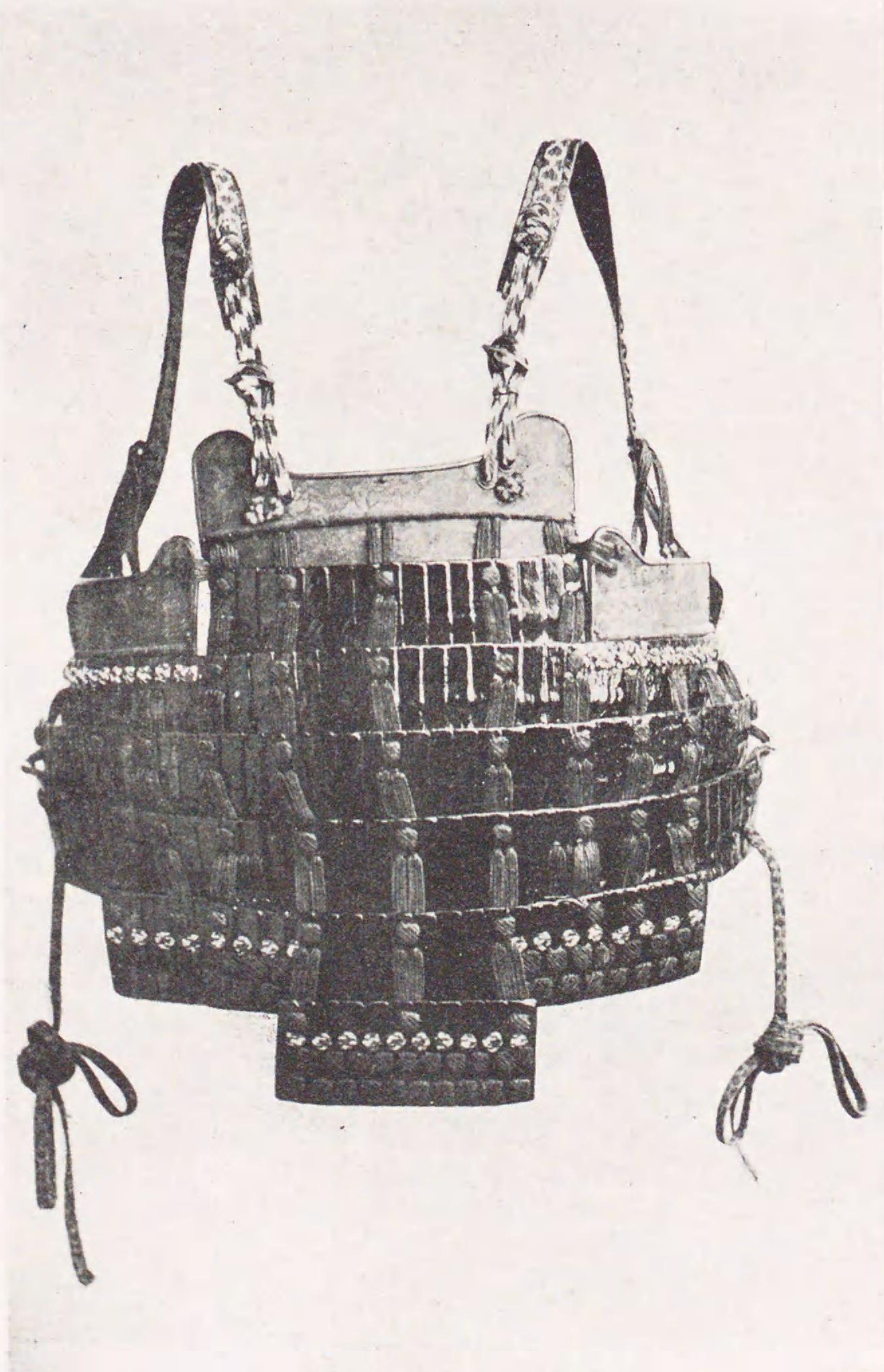
松浦氏伝来の紅糸素懸威腹当（松浦史料博物館所蔵）

腹当（はらあて）は、鎌倉時代から室町時代にかけての中世日本で用いられた鎧の一形式。最も簡略化された形をしている。

## 概要

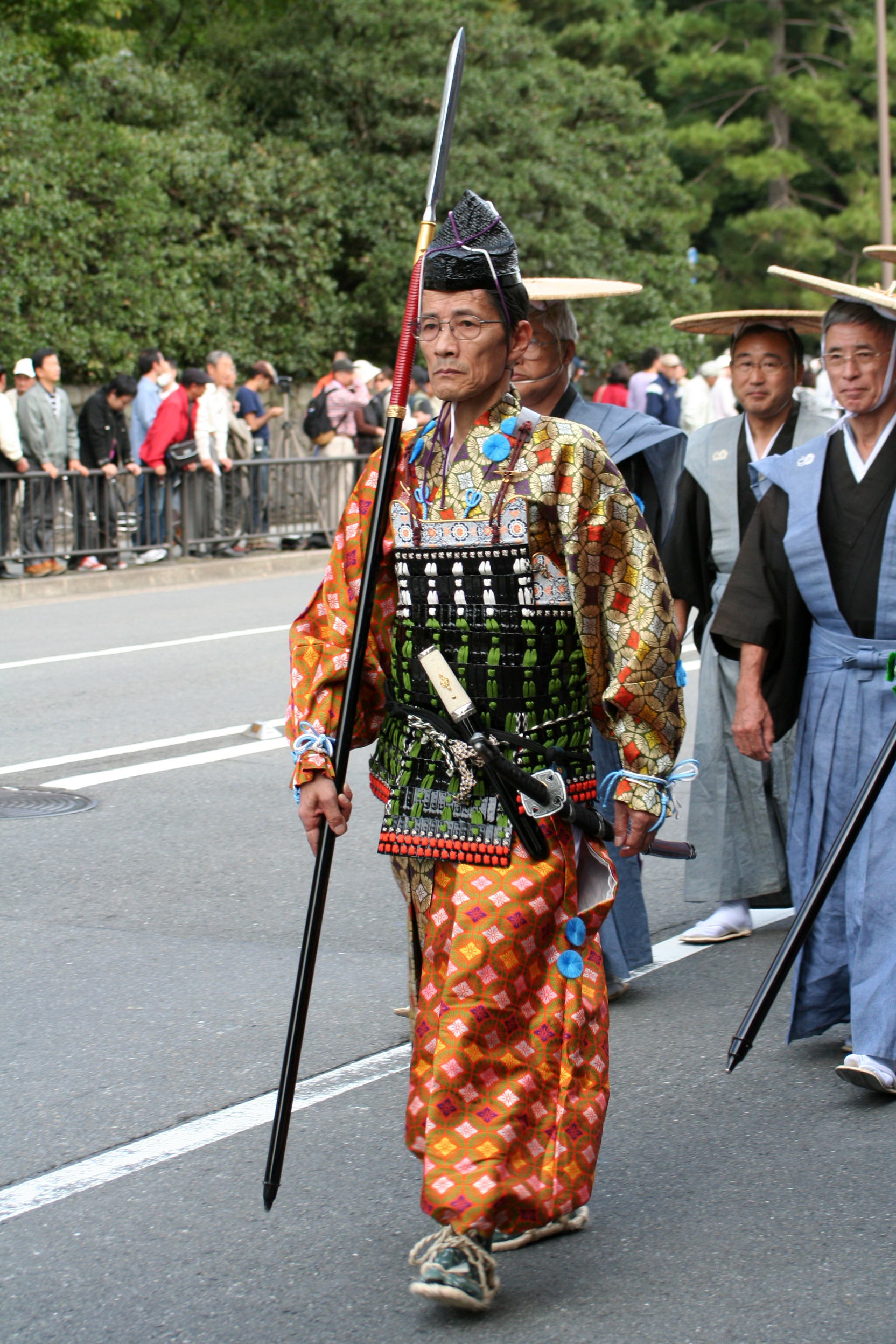
復元された腹当を着用した男性（京都時代祭）

腹当は、腹巻や胴丸よりもさらに簡易的な構造をしており、胸部と腹部を覆う胴鎧に小型の草摺を前と左右に3間垂らした形状で、着用者の胴体の前面及び側面腹部のみ保護する構造となっている（剣道の防具の「胴」と「垂」に類似）。軽量で着脱は容易であるが、防御力は低い。のちに腹当の胴体を防御する部分が背部まで延長し、腹巻に発展していったと考えられている。
文献などから鎌倉時代ごろに、主に下級兵卒用の鎧として発生したとみられ、室町時代の後半には軽武装として広く使われるようになった。その軽量さから、上級武士や僧兵が護身用として衣装の下に着込むなど現代の防刃ベストに通ずる使い方もされたため「着籠腹当（きごめはらあて）」、「着籠（きごめ）」という名称も生じた。また腹当も略して「当（あて）」とも呼ばれるようになった。

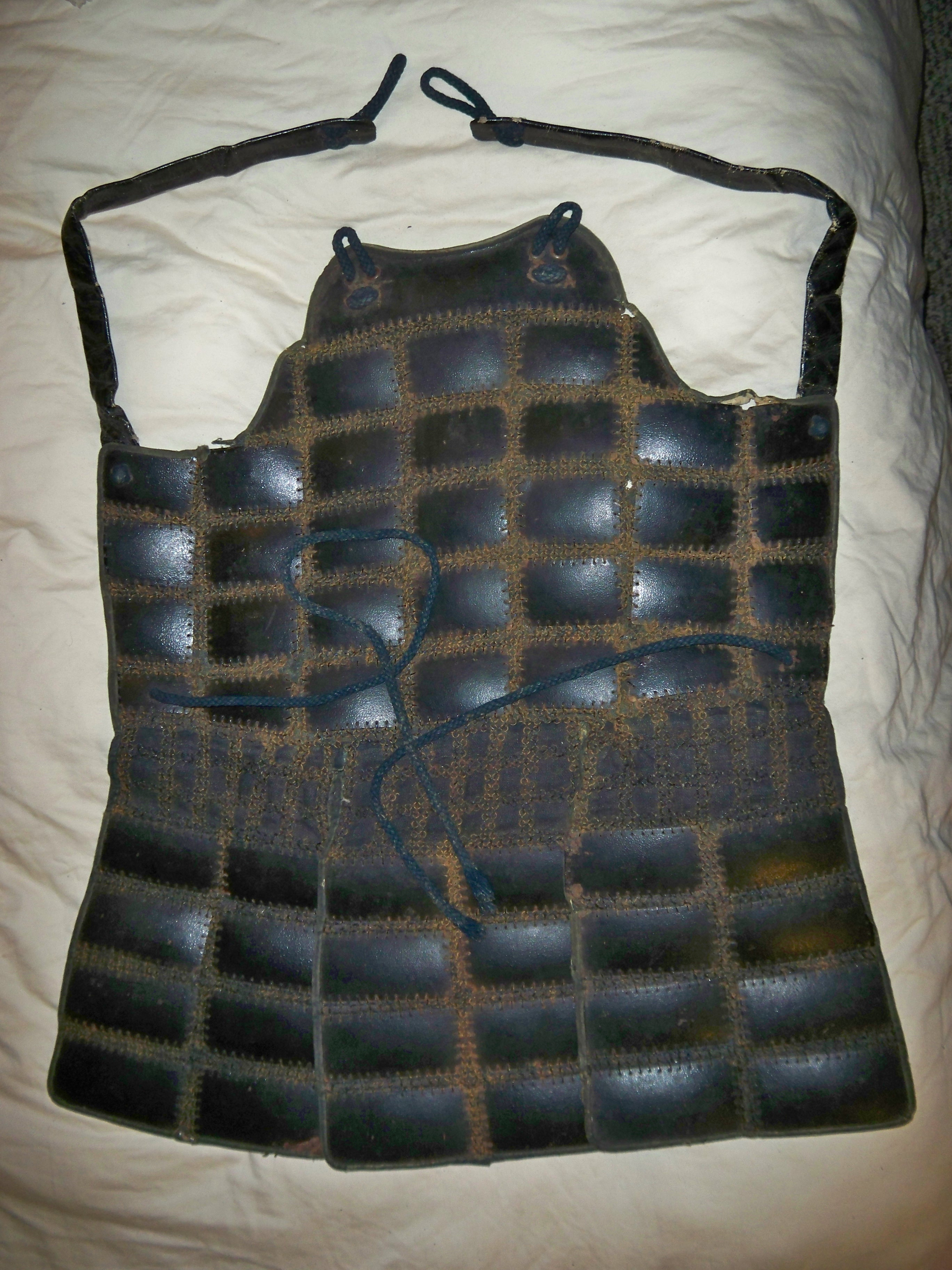
骨牌金（かるたがね）を使って製作された腹当様式の畳具足

当世具足においても、「前懸具足（まえかけぐそく）」・「番具足」などと呼ばれる腹当の様式に似た簡易構造の一枚胴が作られ、足軽によって用いられた。江戸時代には復古調の鎧として復元・作成されたほか、当世具足の形式を取り入れた物、脇腹の部分も省略された前一枚のみの物、兜や小具足をも完備させた腹当具足などが作成されることもあった。
現在のところ実物は、平戸藩松浦氏伝来のものとして、素懸威の腹当（松浦史料博物館・蔵）等が残されているが、多くが低級な消耗品であったため、江戸期の復古調以前の作品現存数は少ない。また『十界図』や『法然上人絵伝』などの絵巻物にもその姿が見られる。